# Karpankari
Karpankari är en liten ö på gränsen mellan Finland och Ryssland.  På öns norra del ligger riksröse nummer 179. Den ligger i sjön Melaselänjärvi och den mindre, finländska delen i kommunen Ilomants och landskapet  Norra Karelen, i den sydöstra delen av landet, 400 km nordost om huvudstaden Helsingfors. Öns area är 0,3 hektar och dess största längd är 90 meter i sydöst-nordvästlig riktning.